# WISE 1647+5632
WISE 1647+5632 (= 2MASS J16471580+5632057) is een bruine dwerg met een spectraalklasse van L9pec. De ster bevindt zich 28,1 lichtjaar van de zon.